# Фего (Павија)
Фего је насеље у Италији у округу Павија, региону Ломбардија.
Према процени из 2011. у насељу је живело 41 становника. Насеље се налази на надморској висини од 684 м.